# Gisement de Laugerie Basse
Het gisement de Laugerie Basse, ook wel abri de Laugerie Basse is een rotswoning tussen Tayac en Manaurie in de Dordogne, Aquitanië, Frankrijk.
Het is bereikbaar via de D47 en bestaat uit een aantal huizen in een rij onder een overhangende rotswand. Deze abri werd bewoond door de prehistorische mens van circa 14.000 voor Christus in het Midden-Magdalénien.